# Viggo Brun
Viggo Brun   (Lier, 13 d'octubre de 1885 - Drøbak, 15 d'agost de 1978) va ser un matemàtic noruec.

## Vida i Obra
Els seus pares van morir quan ell tenia quatre i set anys respectivament; va ser educat per les seves germanes grans, ja que era el més petit de deu germans. El 1903 va ingressar a la universitat d'Oslo (en aquell temps anomenada Cristiania) en la qual es va graduar el 1909 seguint un programa molt lliure de matemàtiques. El curs següent es va pagar una estada a la universitat de Göttingen on va començar a treballar en els més difícils problemes de la teoria de nombres i va publicar el seu primer article: Ein Satz über Irrationalität (1910). Això va fer que aconseguís una beca que li va permetre treballar a casa durant els anys següents.
De 1920 a 1923 va ser professor ajudant a la universitat d'Oslo i, a partir de 1923, professor del Institut Noruec de Tecnologia a Trondheim, càrrec des del que va ajudar tot el que va poder a matemàtics alemanys que fugien del règim nazi. Acabada la Segona Guerra Mundial, el 1946, va ser nomenat professor de la universitat d'Oslo, en la qual va romandre fins a la seva jubilació el 1955.
Després de la seva jubilació encara va publicar dos llibres sobre història de les matemàtiques.
Brun és recordat per haver establert nous mètodes de sedàs per trobar nombres primers. Aquests mètodes, que es remunten a Eratòstenes (segle III aC), havien estat considerats com obsolets i massa senzills, però Brun els va donar un enfocament modern. També va demostrar el 1919 el teorema que porta el seu nom que afirma que la suma de la sèrie dels inversos del nombres primers bessons és convergent i tendeix a una constant: la constant de Brun.